# Санкт-галленский диалект
Санкт-га́лленский диале́кт (нем. St.-Galler-Deutsch) — диалект немецкого языка, один из швейцарских диалектов (верхне)алеманнского ареала (восточношвейцарская группа). Распространён в швейцарском кантоне Санкт-Галлен.
«Диалект Санкт-Галлена» и «санкт-галленский диалект» — понятия различные. Это связано с диалектной пестротой кантона, так как имеются регионы с преобладанием иных диалектов. К таким относятся, например, историческая область Фюрстенланд, Тоггенбургская долина, округ Зарганзерланд и область Райнталь. В последней диалект частично переходит в форарльбергский.